# Хотинський повіт
Хоти́нський пові́т (рос. Хотинский уезд) — адміністративно-територіальна одиниця у складі Бессарабської губернії Російської імперії.

## Географічне положення
Повіт був розташований в північно-західній частині губернії між річками Дністром і Прутом і простягався з заходу на південь на 127 верст (135 км) в районі Хотинської височини. На півдні Хотинський повіт межував з Сороцьким та Бєлцьким повітами Бессарабської губернії. До складу останньої увійшла й південно-західна частина Хотинської землі молдовського періоду. На півночі та заході повіт (через Дністер) межував з Подільською губернією Російської імперії.
Північно-західна частина повіту межувала з австрійською частиною (Буковини) та Галичиною. Південно-західна (через Прут) — з Молдовським князівством (пізніше — Об'єднане князівство Волощини і Молдови, Румунське королівство).
Повітом проходила гілка Карпатських гір, яка у сіл Бричани і Сталінешти роздвоювалася та йшла в Сороцький і Бєлцький повіти. На всьому своєму протязі гілка служила вододілом між Прутом і Дністром. Північно-західна частина повіту була украй горбиста (порізана глибокими балками і ярами, що представляли здебільшого розмиви річкових долин), та покрита великими лісами (25, 30 і більш % всього кількості зручної землі). На південь і схід від Хотина місцевість вирівнювалася, приймала до деякої міри степовий характер, але все-таки зберігала хвилеподібний характер, де часто зустрічалися переліски і струмки по дну глибоких ярів і балок. Лісів було значно менше, в деяких місцях майже не було (2—10 %).

## Історія

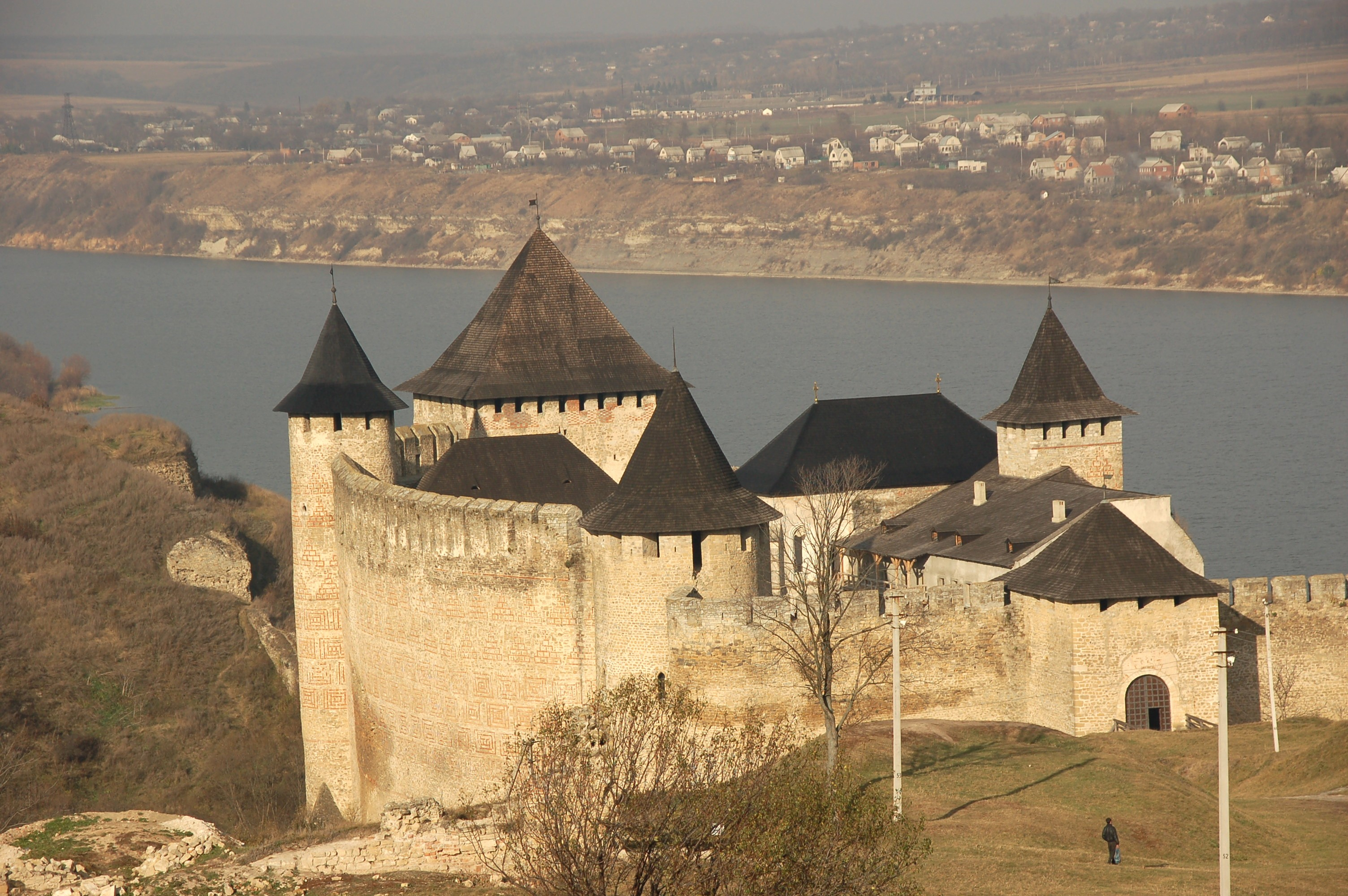
Хотинська фортеця

### Домолдовський період
Перші сліди людини на цих землях датуються епохою палеоліту (12 000 — 10 000 років до н. е.). В період неоліту тут розселялися племена трипільської культури (IV тис. до н. е.- ІІІ тис. до н. е.). В IV-VII ст.ст. територія краю входила до Антського союзу, що існував як союз слов'янських племен (антів).

Впродовж Х-го — XI-го століть край був у складі Давньоруської держави, у Галицькому князівстві. Після занепаду Київської Русі протягом XII — XIV-го століть край у складі Галицько-Волинської держави. Хотинська фортеця розглядалась як один з важливих форпостів держави, тому їй приділялась значна увага, зокрема Данилою Галицьким. В цей час починає формуватись територіальне утворення — Шипинська земля, що охоплювала територію Північної Буковини. Шипинська земля була пограниччям західної Русі. Південніше була Берладська земля (територія, контрольована Галичем). Зв'язки Шипинської землі з Галицько-Волинської державою були перервані монголо-татарською навалою.

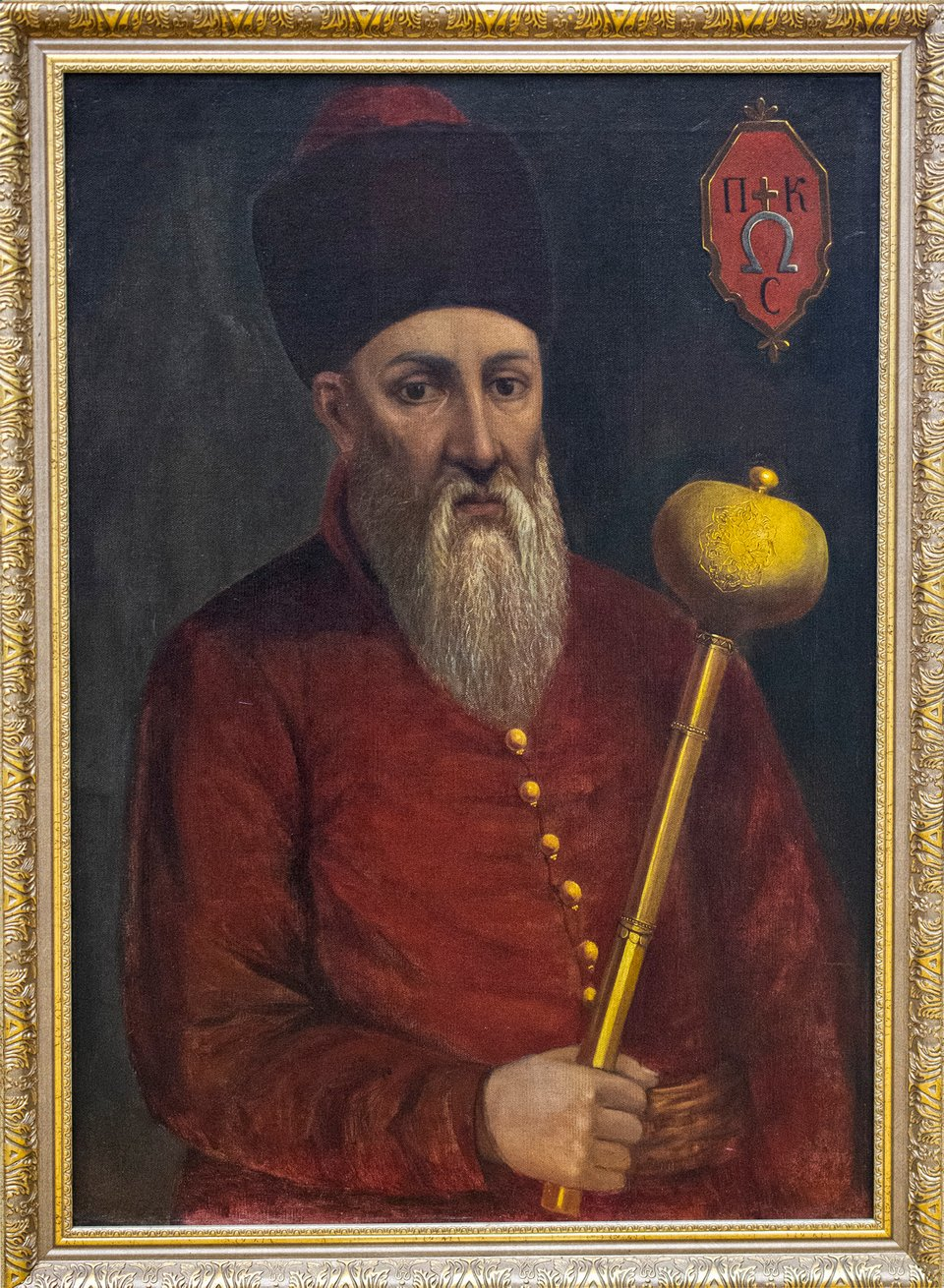
Петро Сагайдачний

### Молдовський період
Протягом 1340-1365 років на південному прикордонні Шипинської землі сформувалась нова держава — Молдовське князівство. Шипинська земля у складі Молдовського князівства з 1367 року на правах автономії. З 1457 поділена на Чернівецьку та Хотинську землі. Автономний статус скасовано. Родове ім'я Шипинська земля витіснене терміном — Буковина. Практично весь час ці землі залишались предметом запеклих суперечок та воєн. З початку XVI ст. Молдовське князівство остаточно потрапляє під владу Османської імперії, і стає фактично її провінцією. З 1711 року в межах повіту утворюється Хотинська райя. Протягом тривалих проміжків часу край займався та управлявся то польськими, то російськими військами. За винятком близько столітнього періоду процвітання, це період воєн, конфліктів, поневірянь, руїни. Власне майже повну руїну отримали австрійці, анексувавши Буковину.
Історія краю тісно пов'язана зі становленням українського козацтва. Хотинську фортецю разом з козаками займав Дмитро Вишневецький Місцеві жителі у складі козацького війська брали участь у Хотинській битві 1621 (саме тут був смертельно поранений Гетьман Сагайдачний) та національно-визвольною війною за створення української держави.
В 1774 році Габсбурзька монархія анексувала південно-західну частину Буковини. Майже 150 років край був поділеним державним кордоном.
Відповідно до Бухарестського мирного договору (1812) повіт увійшов до складу Російської імперії.

## Населення
Під час перепису населення Російської імперії 1897 року в повіті проживало 307 959 чоловік.
Населення сільське. У повіті дві основні форми землеволодіння: сімейно-спадкова у всіх царанів, які раніше жили на панських землях (95 %), та громадська у колишніх державних селян (5 %). Станом на 1884 р., безземельних селян — 23 %. Крім того, у повіті є резеши (близько 1,5 тис.); вони не наділені землею, а володіють нею на праві приватної власності: не сплачуючи ні оброку, ні викупних платежів; земля їх тільки оподатковується державними та земськими податками. Резеши живуть цілими селищами.

### Етнічний склад населення
За етнічним походженням населення Хотинського повіту розподілялось так: українці — 53,24 %; молдовани — 23,4 %; євреї — 15,59 %; росіяни — 5,78 %; поляки — 0,71 %; німці — 0,22 %.

## Територіальний поділ
Адміністративний центр — місто Хотин із передмістям Румна, слободами Артилерійською та Придністровською.
Станом на 1886 рік Хотинський повіт складався з 12 волостей:
- Бричанська (Бричани)
- Грозинська (Грозинці)
- Данківська (Данківці)
- Єдинецька (Єдинець)
- Кельменецька (Кельменці)
- Клішківська (Клішківці)
- Липканська (Липкани)
- Новоселицька (Новоселиця)
- Романківська (Романківці)
- Рукшинська (Рукшин)
- Сокирянська (Сокиряни)
- Сталинештська (Сталінешть).

## Управління повітом
Найвищою посадовою особою повіту був Хотинський повітовий предводитель дворянства Бессарабської губернії (рос. Хотинский уездный предводитель дворянства Бессарабской губернии), який обирався повітовими дворянськими зборами кожні три роки, контролював усі станові справи та фактично керував найважливішими місцевими установами.

### Установи державної влади та управління
З 1818 р. почало діяти Хотинське повітове справництво (рос. Хотинское уездное исправничество) у складі 4 засідателів (комісарів) на чолі з капітаном-справником. Справництво підпорядковувалось губернатору Бессарабської губернії.

З метою урядового нагляду за селянським самоврядуванням в 1889 р. почав діяти Хотинський повітовий з'їзд земських начальників Бессарабської губернії (рос. Хотинский уездный съезд земских начальников Бессарабской губернии). Складався з Земських начальників Хотинського повіту Бессарабської губернії, закріплених за дільницями (наприклад Земський начальник 7-ї дільниці Хотинського повіту Бессарабської губернії с. Романківці).

### Установи міського та земського самоврядування

#### Самоврядування міста Хотин
З 1819 р., як адміністративний орган м. Хотин, почав діяти — «Хотинський міський магістрат» (рос. Хотинский городской магистрат).
У 1874 р. почали діяти:
«Хотинська міська дума Хотинського повіту Бессарабської губернії» (рос. Хотинская городская дума Хотинского уезда Бессарабской губернии).
«Хотинська міська управа Хотинського повіту Бессарабської губернії» (рос. Хотинская городская управа Хотинского уезда Бессарабской губернии), як виконавчий орган міського самоврядування на чолі з «міським головою».

#### Самоврядування Хотинського повіту
В 1869 р. в Хотині розпочали роботу «Хотинські повітові збори» (рос. Хотинское уездное собрание) та «Хотинська повітова земська управа» (рос. Хотинская уездная земская управа), як їх виконавчий орган.
У кожній волості Хотинського повіту діяли «Волосні правління Хотинського повіту Бессарабської губернії» (рос. Волостные правления Хотинского уезда Бессарабской губернии).

## Характерні риси російського періоду
Приєднання східної частини Молдовського князівства до Російської імперії та звільнення від «турецького ярма» місцеве населення (в тому числі Хотинського повіту) сприймало схвально. Після кількох десятиліть війни, хаосу та руїни, це був шанс на стабілізацію та подальший розвиток.
Основні зусилля в регіоні російська влада зосередила на піднятті економіки.
На межі ХІХ—ХХ ст. у повіті діяли 120 фабрик і заводів (цукровий, винокурні, боршномельні, молокопереробні тощо). Торгівлею, здебільшого хлібом, займались переважно євреї. Виробничі (хлібопекарські) потужності були зосереджені в Єдинцях, Ліпканах, Новоселиці, Сокирянах.
У Новоселиці та Ліпканах функціонували митниці. У Кельменцях та Сокирянах діяли сільські банки.
На території повіту було відкрито 2 повітові лікарні, 6 прийомних покоїв, 1 амбулаторний пункт. Працювали 8 лікарів та 25 фельдшерів.
Було відкрито цілу низку навчальних закладів.
Необхідно зазначити, що російські влада і наука фактично підтверджували, що Хотинський повіт є частиною Буковинського краю. Так, в статті «Хотин» (Энциклопедический словарь Брокгауза и Ефрона (1890—1907) місцевих жителів називають буковинцями: «зимой буковинские крестьяне занимаются рубкой леса, весной „ходят со сплавами“ (сплавляют плоты по Днестру)». Видатний вчений Російської імперії (згодом академік АН СРСР) Берг Л. С. у свої працях зауважував, що русини Хотинського повіту нічим не відрізняються від русинів (австрійської) Буковини, і в них набагато більше спільного з галичанами ніж з сусідами-подолянами.
Не дарма однією з цілей Російської імперії у І Світовій війні було заволодіння австрійською частиною Буковини, й створення надалі Буковинської губернії (в тому числі разом з Хотинським повітом). Між іншим Хотинський повіт так само був метою Австро-Угорщини. І так само передбачалось його об'єднання з Буковиною в одній адміністративно-територіальній одиниці.

## Події 1917—1918рр.
Під час революційних подій в Росії 1917 р. у Бессарабській губернії 15 грудня того ж року було проголошено створення Молдовської Демократичної Республіки (рум. Република Демократикэ Молдовеняскэ, рум. Republica Democratică Moldovenească). З формальної точки зору Хотинський повіт із того часу став адміністративно-територіальною одиницею МДР. Водночас, Рада краю рум. Sfatul Ţării (орган який проголошував МДР) не мав жодного впливу на ситуацію в республіці, й нічого не контролював. Фактично, будучи маріонеткою в руках королівської Румунії мав завдання створити легітимні підстави для захоплення країни західним сусідом. Незважаючи на протести місцевого населення в кін. 1917 — поч. 1918 рр. румунські війська перейшли річку Прут та почали захоплювати молдовські населені пункти. УНР висловила рішучий протест Румунії щодо анексії Бессарабії, вимагала припинити просування в напрямку Хотинського повіту, й запропонувала сісти за стіл переговорів щодо вирішення «бессарабського питання». СРСР та УРСР оголосили про розвив дипломатичних стосунків з Румунією, й практично оголосили, що знаходяться надалі у стані війни з нею.
Водночас у лютому 1918 р. Хотинський повіт займає австро-угорська армія, яка тримала регіон під контролем до листопада того ж року.
Наприкінці листопада 1918 року Румунське королівство, всупереч волі місцевого населення, окуповує Хотинський повіт (як і всю Північну Буковину). В 1918—1938 і 1941—1944 рр. повіт під назвою жудець Хотин існував під румунським окупаційним режимом.

## Територія колишнього повіту сьогодні
Нині територія колишнього Хотинського повіту розділена між Україною (місто Хотин, Грозинська, Данківська, Кельменецька (окрім села Медвежа), Клішківська, Новоселицька, Романківська, Рукшинська, Сокирянська (без поселень Клокушна, Окниця, Михелешень, Ходорівці) та Сталинештська волості) та Молдовою (Бричанська (без поселень Браїлівка, Грубна, Лукачівка, Нелипівці, Новоселиця, Олексіївка, Росошани), Єдинецька та Липканська (без поселень Зелена та Подвір'ївка) волості).